# Ocellularia lathraea
Ocellularia lathraea är en lavart som först beskrevs av Edward Tuckerman och som fick sitt nu gällande namn av Alexander Zahlbruckner 1923. 
Ocellularia lathraea ingår i släktet Ocellularia och familjen Thelotremataceae. Inga underarter finns listade i Catalogue of Life.